# جرج میز
جرج میز ورزشکار مرد رشتهٔ ژیمناستیک اهل کشور سوئیس است. وی در بین سال‌های ‎۱۹۲۴ تا ۱۹۳۶ میلادی در مسابقات بازی‌های المپیک تابستانی در مجموع ۸ مدال، شامل ۴ مدال طلا و ۳ نقره و ۱ برنز را کسب کرد.